# Сиротанович, Алия

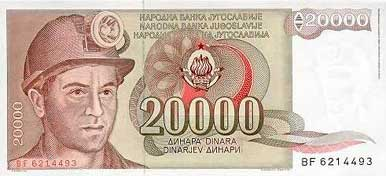
20 000 югославских динаров 1987 года с изображением Алии Сиротановича

Алия Сиротанович (серб. Alija Sirotanović; 14 августа 1914, Орахово — 16 мая 1990, Трторичи) — югославский шахтёр, ударник труда и зачинатель стахановского движения в СФРЮ, Герой социалистического труда Социалистической Федеративной Республики Югославия.

## Биография
Этнический босниец, родился в мусульманской семье. Работал на угольных шахтах близ города Бреза в Боснии.
24 июля 1949 года побил мировой рекорд по добыче угля, добыв за восьмичасовую смену со своей бригадой 152 тонны угля, перевыполнив норму на 215 %. Уже через два дня его достижение превзошёл Никола Шкобич, шахтёр того же рудника, выдавший за смену на 14 тонн угля больше.
Стал живой легендой, символом рабочего класса — опоры государства, и идеологическим символом СФРЮ, дав старт социалистическим соревнованиям в Югославии.
Умер 16 мая 1990 года в полной нищете.

## Награды
- Орден Героя социалистического труда;
- многочисленные ордена и медали.

## Память
- Портрет А. Сиротановича ещё при его жизни был помещён на банкноту СФРЮ номиналом 20 000 югославских динаров 1987 года.
- На шахте, где работал герой, был установлен его бюст.
- Имя А. Сиротановича присвоено улице в родном селе Трторичи.